# Albania Caucaziană

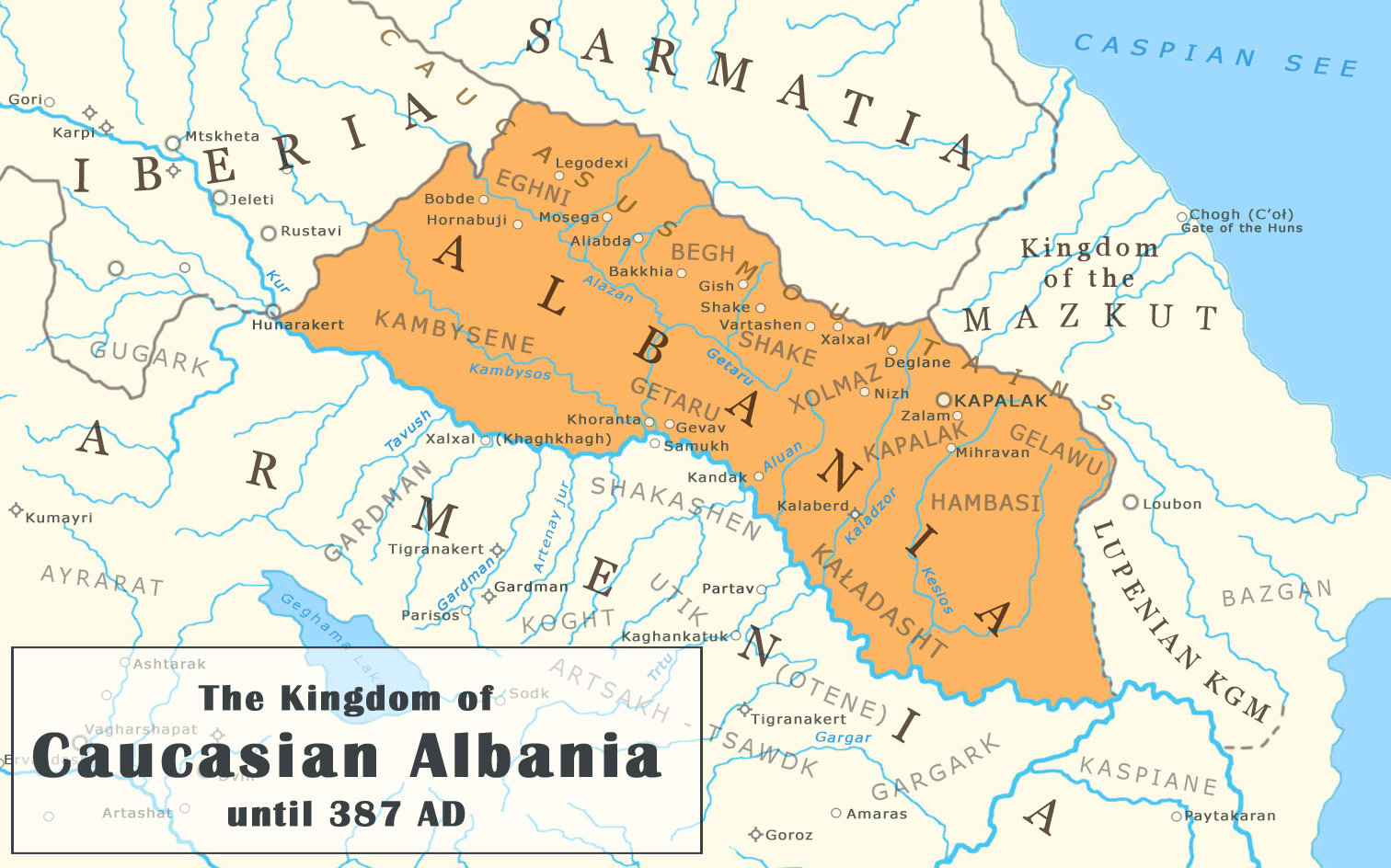
Albania în 387 d.Hr.

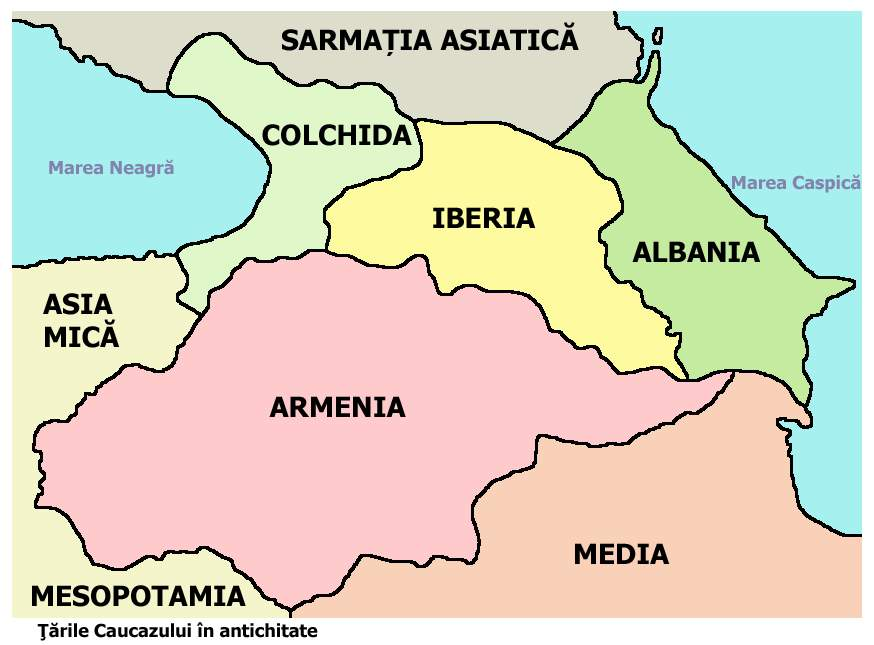

Albania Caucaziană sau, simplu, Albania (sec. IV î.Hr. – sec. VIII d.Hr.), care a existat 1000 de ani a jucat un rol important în istoria popoarelor din Caucaz și în mod deosebit în istoria poporului azer, conform istoriografiei oficiale a Republicii Azerbaidjan, albanii fiind parțial strămoșii azerilor. Trebuie remarcat însă faptul că poporul alban (ca și urmașii actuali, udinii) nu era de neam turcic (azerii vorbesc o limbă turcică), ci aparținea familiei de popoare caucaziene. Limba caucaziană a albanilor (astăzi mai are doar câteva mii de vorbitori) joacă totuși un rol de substrat în limba azeră, o limbă turcică. Albania este primul stat în teritoriul istoric al Azerbaidjanului de Nord (sau Republica Azerbaidjan). Pe durata cea mai mare a existentei sale, acest stat s-a întins asupra teritoriului format în unghiul dintre cursul inferior al râului Kura și țărmul apusean al Mării Caspice. Mai târziu, în urma declinului regalității armene, teritoriile regelui alban s-au întins si dincolo de Kura, asupra provinciei Uti/Utiq si anticei Urtehini (Arțah), teritorii cu populație mixtă, armeana și albana.

## Dinastii
În perioadă antică, întreg Caucazul a fost supus Romei. Datorită poziției sale geografice extreme, Albania și-a păstrat suveranitatea mai mult decât statele vecine. Albania era un stat condus de regi:
- până la secolul I î.Hr. – o dinastie locală;
- sec. I î.H. – sec.VI d.H. – dinastia Arsacizilor din Albania;
- 630-705 – „Marii Principi” Mehranizi

Statul alban emitea propria monedă, avea o armată mare care încă începând cu sec. I î.Hr., conform surselor antice, era compusă din 60 000 de pedestrași și 20 000 de călăreți. În condițiile cele mai grele și complicate din punct de vedere al politicii externe – de exemplu, atacurile khazarilor, războaiele persano-bizantine, arabo-persane, arabo-bizantine – când Albania devenea arena operațiunilor militare, Mehranizii puteau să-și păstreze independența în sensul medieval timpuriu al termenului. Aici trebuie să menționăm în mod deosebit, conducerea marelui prinț Cavanșir (Djavanșir 637-681), un important om de stat al secolului VIII d.Hr.

## Creștinismul
Albania caucaziană a fost una dintre cele mai vechi țări creștine. Creștinismul în Albania a parcurs cele două etape: apostolică (siriofilia) și grecofilă.
În prima perioadă, creștinismul se predă în limba aramaică, fiind legată atât de activitatea apostolilor și ucenicilor, cât și a misionarilor din Siria si Armenia , din secolul I – II d.Hr. Perioada a doua (grecofilia) a fost foarte scurtă, după ce Biserica Albană a intrat pe calea dezvoltării naționale. Acest eveniment important este legat și de „Epoca de înflorire” a literaturii albane.
Calea de dezvoltare a Bisericii Apostolice Albane a fost întrucâtva diferită de Biserica Apostolică Armeană. S-a descoperit că rădăcina bisericii albane este legată de Patriarhia din Ierusalim, pe când sursa bisericii armene vine de la bisericile din Osroene și Capadocia elenă.
Formarea primei comunității creștine din Albania, ca si cea din Armenia, a fost opera apostolilor Tadeu, Elisei și Bartolomeu. S-a fixat și data oficială a proclamării creștinismului ca religie de stat în Albania, anume anul 313. Albania în secolele V-VI s-a implicat în lupta dogmatică (lupta dintre monofiziți și diofiziți), care s-a desfășurat în tot răsăritul creștin.
Dispariția influenței politice a Sasanizilor din Iran în Caucazul de Sud, a dus la dispariția influenței bisericii nestoriene, susținută de perși. La sfârșitul secolului al VI-lea și începutul secolului al VII-lea, odată cu creșterea influenței politice bizantine în Caucaz, Biserica Albană și cea Georgiană au primit diofizitismul.
După cucerirea Caucazului de Sud de către arabi, Califatul a urmat politica Sasanizilor în privința populațiilor creștine. Pentru a contrabalansa influența diofizitismului bizantin, Califatul a susținut varianta monofizită a creștinismului în Transcaucazia și Armenia. Convertind la islam o parte din poporul alban și sprijinind creștinismul monofizit, Califatul a realizat în paralel o politică de îndepărtare ideologică reciprocă a popoarelor locale. Datorită contactului direct dintre Georgia și Imperiul Bizantin, califatul nu a reușit să detașeze provinciile din Georgia de la unirea politică și ideologică cu Bizanțul. Califatul nu putea să permită însă unirea ideologică dintre Albania și Bizanț. Din cauză factorilor sus-numiți, în încercarea de a coordona activitățile populației creștine supuse și pe cele ale bisericii, Califatul arab, a încurajat convertirea Bisericii Albane la monofizitism și a supus-o din punct de vedere ierarhic prelaților monofiziti armeni, cu mult mai mulți influenți (anul 705).

## Scrisul și literatura

Manuscrisul alban

Populația Albaniei de dinainte de invazia turcilor era compusă din albani caucazofoni (triburile gargar, uti, gardman etc) la care se adăugau și triburile iranofone. Scrisul alban a fost inventat pe baza dialectului gargar și era compus din 52 de foneme. În aceasta limbă au fost traduse Biblia și alte lucrări religioase. Iar tradiția locală istorico-literară a fost stabilită în secolul al VII-lea d.H. prin „Istoria albanilor” a istoricului armean Movses Kalankatvatsi (secolele VII-VIII), „Elegia”” poetului Davtac (secolul al VII-lea), „Cronica albană”” și „Codexul lui Mkhitar Goș” (secolele XII-XIII), „Istoria lui Kiracos din Gandzak”” (secolul al al XIII-lea), „O scurtă istorie a albanilor” a lui Esai Hasan Gealal etc. Scrisul alban a fost utilizat încă în secolul al XIII-lea așa cum menționează istoricul contemporan al perioadei Etum. Știința dispune de câteva manuscrise cu traduceri din limba albană în cea armeană. Renumitul caucazolog dr. Zaza Alexidze a descoperit în 1996, în peninsula Sinai (mănăstirea Sfânta Ecaterina) din Egipt, manuscrise noi în albană.

## Pierderea Regatului
După căderea Regatului Alban, creștinismul a mai supraviețuit până astăzi într-o provincie mai târziu anexată a Albaniei și cu populație mixtă, și anume Arțah (azi Regiunea Nagorno-Karabah, cu populație majoritară armenizată).
Albanii au suferit un proces lung de deznaționalizare. Cei care locuiau în provinciile de câmpie, adoptând islamul, au fost asimilați de triburile turcice, pe când în partea vestică, locuitorii zonelor muntoase și de platou au încercat să reziste islamului și să-și păstreze modul de viață ancestral, căpătând cu timpul o identitate etnică și religioasă armeană.
Aceasta mică populație de origine mixtă a reușit să-și formeze în decursul secolelor IX-XIX în regiunile din Caucazul Mic, în Karabah – Arțah, formațiuni politice feudale creștine (principate, cu domni – melik). Diferența dintre monofiziții catolicosatului alban și cel armean propriu-zis a existat numai până la începutul secolului al XVIII-lea. Pe teritoriul Karabahului a existat inițial o singură putere organizatoare și consolidatoare – Catolicosatul Alban.

## Politica țaristă în Caucaz

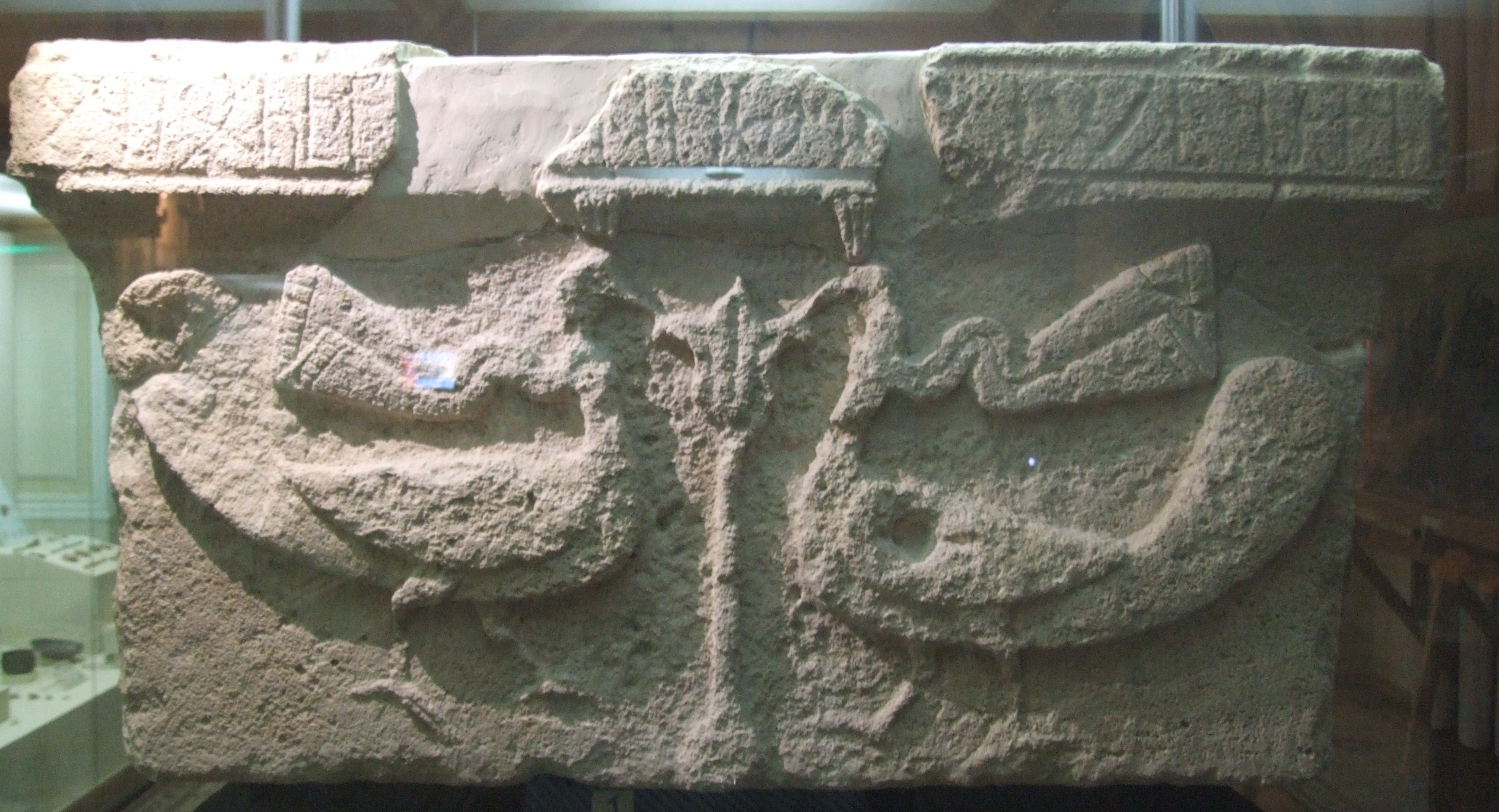
Inscripțiile albane descoperite în 1948 la Mingəçevir, Azerbaidjan

Din secolul al XIX-lea în Caucaz a pătruns Imperiul Rus, care lupta în această regiune împotriva imperiilor musulmane ale Otomanilor și Kadjarilor din Iran. După tratatul de la Turkmanciai (1828) Rusia a ocupat Azerbaidjanul de Nord. Rusia, conform unor istorici moderni, intenționa să înființeze în Transcaucazia două state creștine, cel georgian și cel armean, și refacerea granițelor estice ale Armeniei Mari („Armenie de mer à mer”, Armenia de la o mare la alta, între mările Caspică, Neagră și Mediterană).
În acest scop, ar fi fost dizolvat Catolicosatul Monofizit al Albaniei și inclus în Biserica Apostolică Armeană cu sediul la Ecimiadzin. Ținuturile unde inițial locuiau armeni, albani si musulmani turcofoni – Karabah, Zangezur – au fost recolonizate parțial cu  armenii, acum încurajați de ruși să emigreze, din Persia. Aceste familii fuseseră în mare parte deportate de Șah Abbas în secolul al XVII-lea în regiunea Ispahanului pentru a pustii pământurile în calea armatelor Otomane cu care se afla în conflict. Evenimentele din jurul acestui lung proces istoric stau și astăzi la baza disputelor ideologice pentru supremația asupra regiunii Arțah (Nagorno-Karabah) care au degenerat într-un conflict armat la sfârșitul secolului XX.

## Albanii actuali
Nu toți albanii au fost deznaționalizați: o mică parte a lor, udinii (locuitorii regiunii albane Uti), s-a menținut până acum, majoritatea într-un sat din regiunea Gabala – Nidj (Conform ultimelor date statistice numărul udinilor în lume: Republica Azerbaidjan – 4 000, Federația Rusă – 4 000, Ucraina – 600, total 10 000). După dizolvarea Catolicosatului Albaniei, udinii care din punct de vedere juridic aparțineau confesiunii gregoriene au fost înregistrați uneori ca armeni. Într-un document al Sfântului Sinod rusesc se vorbește despre un alban care cerea permisiunea să-și schimbe credința în favoarea luteranismului, pentru că din cauza credinței gregoriane el era considerat armean (document din anul 1908).
Provincia Karabah a fost repopulată parțial de refugiați armeni din Persia și (din 1823) din Anatolia de Est. O parte din urmașii direcți ai albanilor, s-au mutat spre nordul Azerbaidjanului, trăind cu udinii în regiunile Oğuz și Kabala și au putut să reziste procesului de armenizare și celui paralel, mult mai intensiv, de islamizare. Pentru udini a fost construită de către Ecimiadzin o biserică specială armeanească. Dar udinii au renunțat atât la Biserica Albană cât și la cea Armeană sub presiunea islamului. Cu toate acestea, la udinii creștini, au fost păstrate mituri despre o sfântă, probabil albană, regina Taguha/Taguhi, al cărei cult era practicat în Albania în sec. IV-V d.H.
Cu intenția armenizării dar si a alfabetizării udinilor, în localitățile lor au fost deschise, din anul 1854, școli în limba armeană care au funcționat până în 1937.
Rolul udinilor (albanilor) ar fi acela de substrat in formarea azerilor moderni, conform ideologiei oficiale a Republicii Azeraidjan. Acesta ar fi comparabil cu rolul celților în formarea națiunilor franceză și engleză.
La 26 mai 2003, cu o întârziere politic semnificativă, și sub influența înfrângerilor azere din Karabahul de Munte, a fost reformată și înregistrată Biserica și Comunitatea Albană – Udină din Republica Azerbaidjan. Udinii, a căror limba se inrudeste cu cea a lezghinilor din Daghestan, sunt amenințați cu dispariția datorită religiei creștine, diferite de cea a majoritații si numarului lor în continuă scădere. Cu toate acestea ei sunt descriși oficial ca urmași direcți ai albanilor, care, la rândul lor, s-ar număra printre stramoșii poporului azer.